# Federazione cestistica di Montserrat
La Federazione cestistica di Montserrat è l'ente che controlla e organizza la pallacanestro a Montserrat.
La federazione controlla inoltre la nazionale di pallacanestro di Montserrat. Ha sede a Brades e l'attuale presidente è Randolphe Lewis.
È affiliata alla FIBA dal 1986 e organizza il campionato di pallacanestro di Montserrat.